# Themus hackeli
Themus hackeli es una especie de coleóptero de la familia Cantharidae.

## Distribución geográfica
Habita en Shaanxi (China).